# Khaleej Times

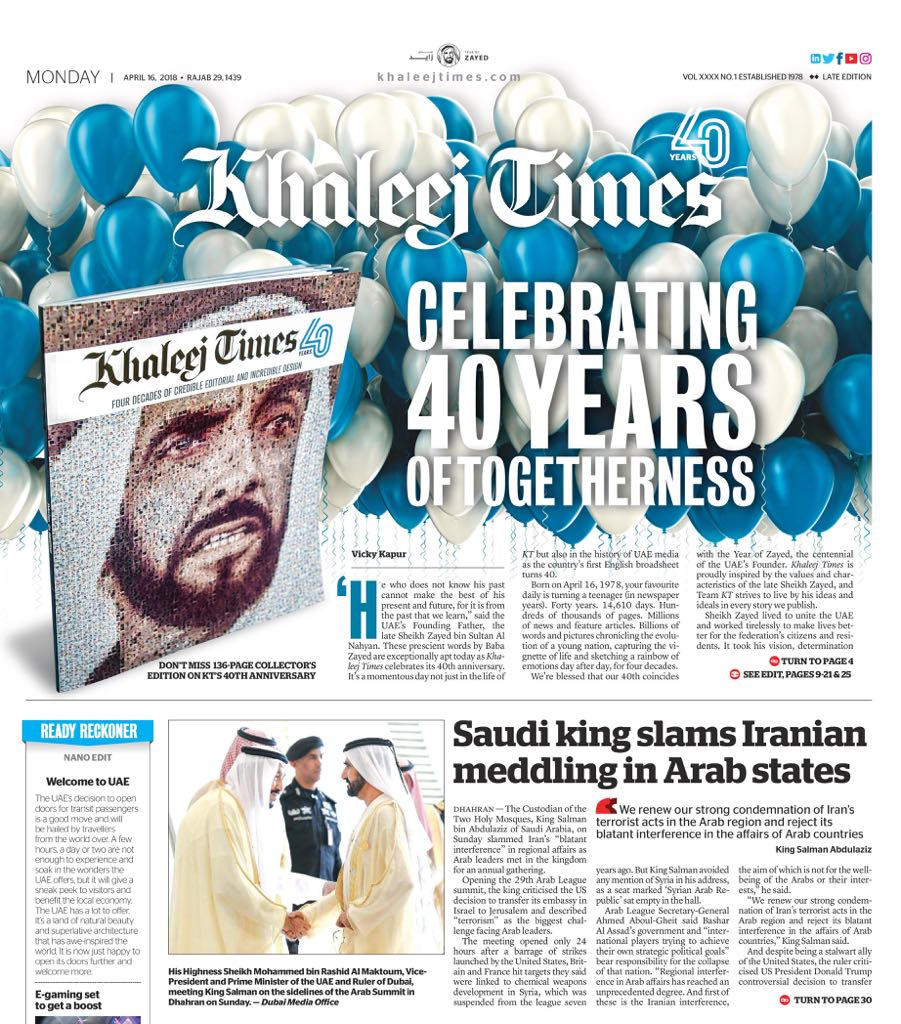
Titelseite der Ausgabe zum 40-jährigen Jubiläum

Die Khaleej Times ist eine der größten englischsprachigen Tageszeitungen im Raum des persischen Golfs. Die Zeitung wurde 1978 in Dubai in den Vereinigten Arabischen Emiraten gegründet und war die erste englischsprachige Zeitung des Landes. Sie wird von der Galadari Printing and Publishing Co. L.L.C vertrieben. Die Zeitung wird außerdem auch in Bahrain, Oman, Kuwait, Katar und Saudi-Arabien zum Verkauf angeboten. Laut eigenen Angaben zählt die Leserschaft rund 450.000 Personen. Die Zeitung ist auch im Internet erreichbar.
Neben dem Head Office in Dubai verfügt die Zeitung auch über Büros in Abu Dhabi, Mumbai, Doha, Karatschi, Maskat und Kuwait.